# Dacryodes edulis
Safoul (Dacryodes edulis) este un pom fructifer originar din Africa.

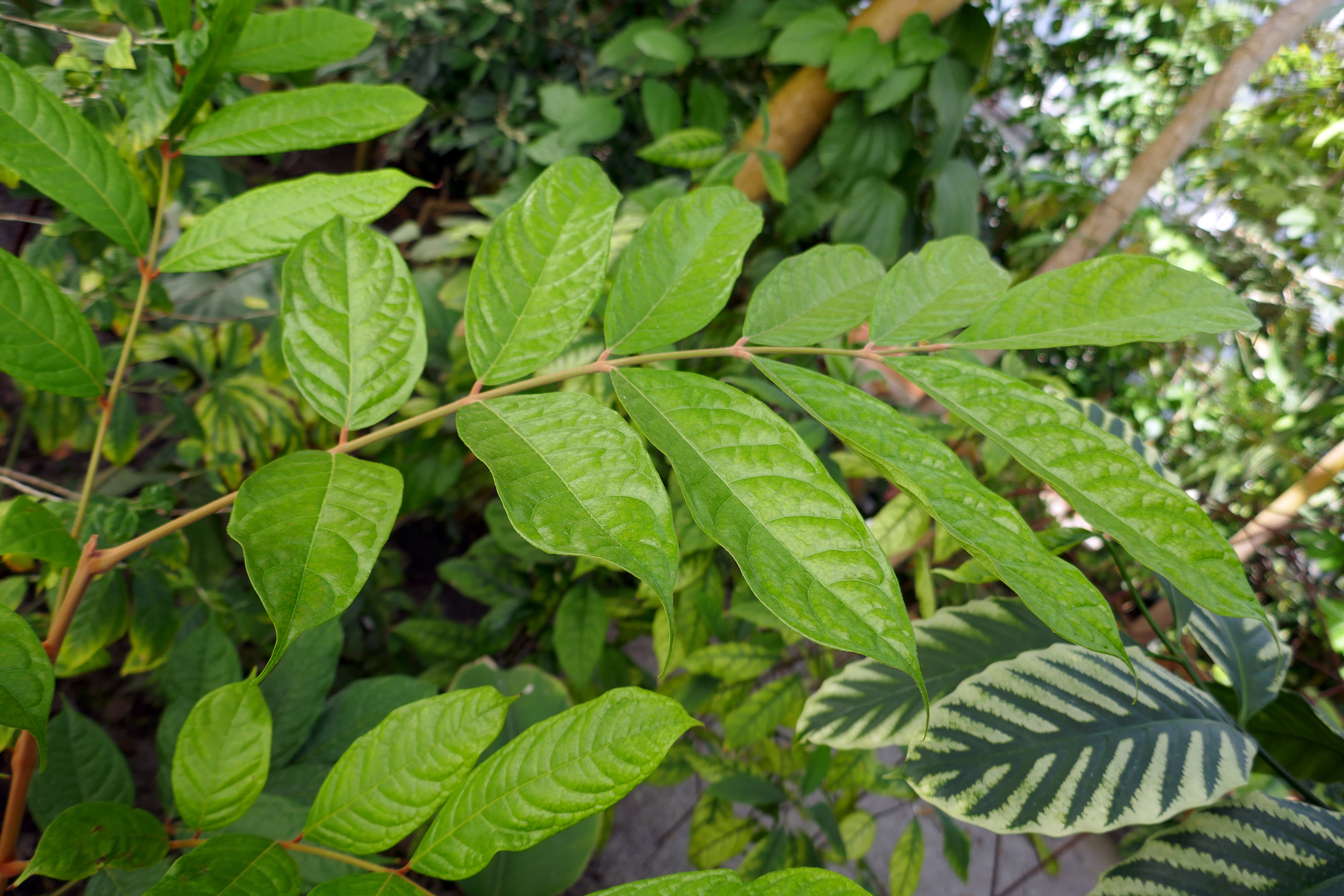
Dacryodes edulis

## Descriere
Safoul este o plantă căreia nu-i cad frunzele în timpul iernii. În păduri, acesta are o înălțime de aproximativ 18-40 de metri, iar în plantații nu prea depășește înălțimea de 2 metri. Florile acestuia sunt galbene și au dimensiunea de aproximativ 5 milimetri. Acest copac are fructe de culoarea mov/albastru închis cu lungimea de circa 4-12 centimetri . Există două feluri de Dacryodes edulis: D. e. var. edulis și D. e. var. parvicarpa. 

## Habitat
Habitatul optim pentru safou este o pădure tropicală umedă, la umbră. Aceste plante cresc în Angola (în sud), Nigeria și Sierra Leone (în vest) și Uganda (în est). De asemenea este cultivat în Malaysia.

## Utilizări
Fructul acestui copac este comestibil. Lemnul safoului este folosit pentru unelte, mojare etc. De asemenea, din fructul acestui copac se face ulei. Acest pom este utilizat și în medicină.